# Haraszti Miklós
Haraszti Miklós (Jeruzsálem, 1945. január 2. –) magyar író, újságíró, politikus.

## Élete
Apja zsidó származású budapesti órásmester volt, a munkaszolgálatos behívás elől menekült el 1939-ben Palesztinába; anyja Munkácsról származott, szintén a vészkorszak elől menekült a mai Izrael területére, 1941-ben. 1948-ban az Izrael Állam kikiáltását követően az Izraeli Kommunista Párt (MAKI) alapitói közé tartoztak (ami a Palesztinai Kommunista Párt utódja volt). A család 1948-ban visszaköltözött Magyarországra. Az 1950-es évektől a szülők különböző párfunkciókat töltöttek be.
Az Eötvös Loránd Tudományegyetemen 1964 és 1967, majd 1968 és 1970 között magyart és filozófiát hallgatott. Előtte, 1963-tól 1964-ig Dunaföldváron és Pakson képesítés nélküli nevelőként dolgozott.
1963-ban kezdett publikálni: verseket, dalokat, cikkeket közölt az irodalmi sajtóban, a Tizenhat tonna című dalt – a Gerilla együttes számára – ő fordította le magyarra. 1969-ben Költők, dalok, forradalmak címmel műfordításkötete jelent meg.
1966 és 1970 között a baloldali, rendszerkritikus diákmozgalom résztvevője. Ebben a minőségében kapcsolatot tartott a budapesti kínai nagykövetséggel. 1966-ban, majd 1970-ben rendőri felügyelet alá helyezték, képzettségének megfelelő álláshoz nem juthatott. 1970 és 1971 között a Ganz–MÁVAG és a Vörös Csillag Traktorgyár marósaként dolgozott, tapasztalataiból írta meg Darabbér című könyvét, amely az első lépés volt a magyarországi szervezett ellenzék megalakulása felé. A kötet kéziratát 1973-ban lefoglalta a rendőrség, és Harasztit államellenes izgatás vádjával 8 hónap felfüggesztett szabadságvesztésre ítélték. A könyvet tizenegy nyelvre fordították le, Magyarországon legálisan először 1989-ben jelent meg.
1977-ben egyik megalapítója volt a szamizdat-mozgalomnak, 1981 és 1989 között a Beszélő című szamizdat folyóirat szerkesztője volt. 1985-ben résztvevője az ellenzéki csoportosulások első monori találkozójának. 1988-ban a Szabad Kezdeményezések Hálózatának, majd a Szabad Demokraták Szövetségének (SZDSZ) alapító tagja volt, részt vett az Ellenzéki Kerekasztal tárgyalásaiban. 1989-től 1991-ig, valamint 2000 és 2001 között – Demszky Gábor elnöksége idején – a párt Ügyvivői Testületének tagja volt, 1991-től hosszú éveken át az Országos Tanács tagja is. 1990 és 1994 között országgyűlési képviselő, az SZDSZ-frakció sajtóügyi szóvivője, 1998-ban és 2002-ben képviselőjelölt volt. 2009. július 13-án – több másik alapító taggal együtt – kilépett a pártból.
1978-tól 1980-ig nyugaton élt. 1988-tól 1989-ig, majd 1996 és 1997 között az amerikai (New York állambeli) Bard College-ben, 1994 és 1995 között pedig a Chicagói Egyetemen volt vendégtanár. 1999-ben szerepelt a Pol Pot megye punkjai című magyar dokumentumfilmben.
1997 és 2000 között a Magyar Rádió Közalapítványának, 2002-től a Magyar Televízió Közalapítvány kuratóriumának elnökségi tagja volt. 2004. március 10. óta az Európai Biztonsági és Együttműködési Szervezet (EBESZ) sajtószabadság-felelőseként Bécsben dolgozott. 2007. március 8-án a mandátumát további három évre meghosszabbították, hivatalát így 2010-ig viselte.
Felesége Szenthe Antónia. Két lánya van.

## Művei
- Haraszti Miklós–Loránd István: Költők, dalok, forradalma; versvál., ford., jegyz. Haraszti Miklós, zenei szerk. Loránd István, bev. Maróthy János; Zeneműkiadó, Budapest, 1969
- Darabbér (Berlin, 1975)
- Darabbér; Magyar Füzetek, Párizs, 1980 (Magyar Füzetek könyvei)
- Egy főkolompos délelőttjei. Haraszti Miklós bemutatja Kenedi Jánost; AB, Bp., 1982
- L'Artist d'Etat (Párizs, 1983)
- Darabbér; Magyar Október Szabadsajtó, Budapest, 1985
- A cenzúra esztétikája (az AB Független Kiadó szamizdatkiadása, 1986)
- The Velvet Prison (New York, 1987)
- Darabbér : [egy munkás a munkásállamban] / Haraszti Miklós. Megjelenés:  [Bp.] : Téka, 1989
- Kései bevezetés a Kádár-rendszerbe (1980, megjelenés: 1990)
- A cenzúra esztétikája; Magvető, Bp., 1991
- Orbán Viktor nyakkendője. Minimemoár; HVG Könyvek, Budapest, 2025

## Díjai
- A Magyar Köztársasági Érdemrend középkeresztje (2005)[10] – 2016-ban visszaadta.

## Külső hivatkozások
- Az EBESZ sajtószabadság-központjának honlapja
- Haraszti Miklós írása a magyar szamizdatról Archiválva 2007. március 25-i dátummal a Wayback Machine-ben
- Haraszti Miklós „Darabbér” című könyvéről
- Haraszti Miklós megnyitó beszéde a budapesti Zsidó Múzeum kiállításmegnyitóján 2003-ban
- Haraszti Miklós írása 1969-ről
- Haraszti Miklós „Oszama bin Laden magyar áldozata” című cikke
- Haraszti Miklós a PORT.hu-n (magyarul)